# ستيفن راندال هاريس
ستيفن راندال هاريس (بالإنجليزية: Stephen Randall Harris)‏ هو سياسي أمريكي، ولد في 1802 في بكبسي في الولايات المتحدة، وتوفي في 27 أبريل 1879 في سان فرانسيسكو في الولايات المتحدة. انتخب عمدة سان فرانسيسكو ‏.
1. ↑  Death of Prominent Citizen (بالإنجليزية), Helena, 1 May 1879, p. 3, ISSN:2470-3540, QID:Q100298517{{استشهاد}}:  صيانة الاستشهاد: مكان بدون ناشر (link)